# Франсуа Орлеанский, принц де Жуанвиль
Франсуа́ Орлеа́нский, полное имя Франсуа́ Фердина́нд Фили́пп Луи Мари́я Орлеа́нский, принц де Жуанви́ль (фр. François Ferdinand Philippe Louis Marie d'Orléans, prince de Joinville; 14 августа 1818[…], Нёйи-сюр-Сен — 16 июня 1900[…], Париж) — третий сын французского короля Луи-Филиппа I Орлеанского, вице-адмирал.

## Биография
Поступил в 1834 году на флот, участвовал во многих морских экспедициях.
В 1840 году командовал фрегатом, перевезшим прах Наполеона с острова Святой Елены во Францию.
В 1844 году успешно командовал экспедицией против Марокко.
Когда в 1848 году вспыхнула революция, Жуанвиль вместе со своим братом, герцогом Анри Омальским, находился в Алжире. Оба брата отправились в Англию, откуда Жуанвиль послал президенту Учредительного собрания протест против Декрета об изгнании Орлеанов. Популярностью принца в это время надеялась воспользоваться орлеанистская партия, чтобы предложить его в президенты республики.
В 1861 году, когда началась война между Севером и Югом в США, Жуанвиль вместе со своим сыном, герцогом де Пентьевр, и племянниками, графом Парижским и герцогом Шартрским, отправился в США, где его сын поступил в морское училище, а сам Жуанвиль участвовал на стороне северян в походе 1862 года.
Во время франко-прусской войны Жуанвиль безрезультатно предлагал свои услуги императорскому, а затем республиканскому правительствам, и когда, несмотря на отказ, всё же вступил под чужим именем в армию Шанзи, был в январе 1871 года по приказу Гамбетты выслан из Франции. В феврале 1871 года, после отмены Декрета против орлеанистов, Жуанвиль был избран в депутаты, но принимал лишь незначительное участие в политике по причине развивавшейся глухоты и в 1876 году отказался от выдвижения его кандидатуры в президенты.
Жуанвиль напечатал в «Revue des Deux Mondes» ряд статей о французском флоте (собраны под заголовком «Études sur la marine et récits de guerre», 1859); «La Guerre d’Amérique, campagne du Potomac» (1872); «Encore un mot sur Sadowa» (1868) и другие. Почётный член Общества французских акварелистов.

## Семья и дети
С 1843 года был женат на Франсишке (1824—1898), дочери императора Бразилии Педру I. Дети:
- принцесса Франсуа́за Мари́я Аме́лия (14 августа 1844 — 28 октября 1925) — вышла замуж за своего двоюродного брата принца Роберта, герцога Шартрского, сына наследника французской короны Фердинанда Филиппа, герцога Орлеанского, и принцессы Елены Мекленбург-Шверинской, имели пятерых детей;
- принц Пьер Фили́пп Жан Мари́я[англ.] (04 ноября 1845 — 17 августа 1919) — герцог Пантьевр, женат не был, имел двух незаконнорождённых детей;
- принц N (род. и ум. 1849) — мертворождённый сын.

## Награды
- Орден Почётного легиона (Франция)
  - большой крест (10 февраля 1839)
  - кавалер (январь 1839)
- Орден Леопольда I, большой крест (Бельгия)
- Орден Южного Креста, большой крест (Бразилия)[3]
- Орден Педру I (Бразилия)
- Орден Золотого руна (10 октября 1846, Испания)[3][4]
- Орден Карлоса III, большой крест (1848, Испания)[4]
- Орден Святого Фердинанда и заслуг, большой крест (Королевство обеих Сицилий)[5]
- Орден Нидерландского льва, большой крест (Нидерланды)
- Орден Святого Гроба Господнего Иерусалимского, большой крест (Папская область)
- Орден Башни и Меча, большой крест (Португалия)
- Орден Святого апостола Андрея Первозванного (Россия)[4]
- Орден Саксен-Эрнестинского дома, большой крест (1864, Саксен-Кобург-Гота)[6]
- Орден Крови (Тунис)[4][7]

## Образ в кино
- «Вернемся на Елисейские поля[фр.]» (Франция, 1938) — актёр Жорж Грей[фр.]